# Gibbaranea
Gibbaranea là một chi nhện trong họ Araneidae.

## Các loài
Các loài trong chi này gồm:
- Gibbaranea abscissa (Karsch, 1879)
- Gibbaranea bituberculata (Walckenaer, 1802) *
  - Gibbaranea bituberculata cuculligera (Simon, 1909)
  - Gibbaranea bituberculata strandiana (Kolosváry, 1936)
- Gibbaranea gibbosa (Walckenaer, 1802)
  - Gibbaranea gibbosa confinis (Simon, 1870)
- Gibbaranea hetian (Hu & Wu, 1989)
- Gibbaranea nanguosa Yin & Gong, 1996
- Gibbaranea occidentalis Wunderlich, 1989
- Gibbaranea omoeda (Thorell, 1870)
- Gibbaranea tenerifensis Wunderlich, 1992
- Gibbaranea ullrichi (Hahn, 1835)

## Hình ảnh

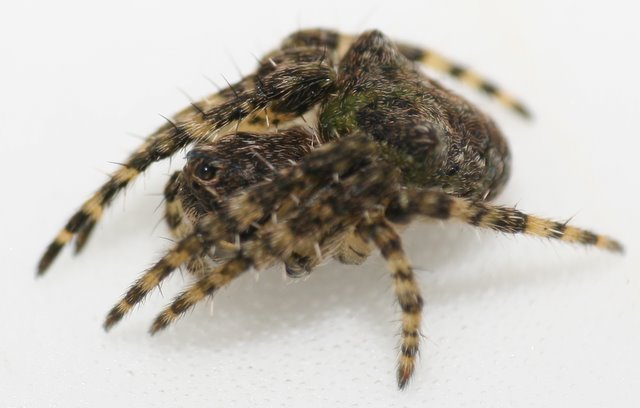